# Provincia di Ifrane
La provincia di Ifrane è una delle province del Marocco, parte della Regione di Fès-Meknès.

## Geografia antropica

### Suddivisioni amministrative
La provincia di Ifrane conta 2 municipalità e 8 comuni:

#### Municipalità
- Azrou
- Ifrane

#### Comuni
- Ain Leuh
- Ben Smim
- Dayat Aoua
- Oued Ifrane
- Sidi El Makhfi
- Tigrigra
- Timahdite
- Tizguite